# Каревей (Арканзас)
Каревей (англ. Caraway) — місто (англ. city) в США, в окрузі Крейггед штату Арканзас. Населення — 1133 особи (2020).

## Географія
Каревей розташований за координатами 35°45′33″ пн. ш. 90°19′20″ зх. д. / 35.75917° пн. ш. 90.32222° зх. д. (35.759227, -90.322107).  За даними Бюро перепису населення США в 2010 році місто мало площу 6,04 км², з яких 6,01 км² — суходіл та 0,03 км² — водойми.

## Демографія
Згідно з переписом 2010 року, у місті мешкало 1279 осіб у 521 домогосподарстві у складі 344 родин, що на 70 осіб (-5,2%) менше, ніж за переписом 2000 року. 
Густота населення становила 212 особи/км². Було 578 помешкань (96/км²). 
За віковим діапазоном населення розподілялося таким чином: 26,8 % — особи молодші 18 років, 60,2 % — особи у віці 18—64 років, 13,0 % — особи у віці 65 років та старші. Медіана віку мешканця становила 37,3 року. 
На 100 осіб жіночої статі у місті припадало 88,1 чоловіків; на 100 жінок у віці від 18 років та старших — 82,5 чоловіків також старших 18 років.
Середній дохід на одне домашнє господарство  становив 40 756 доларів США (медіана — 37 917), а середній дохід на одну сім'ю — 50 728 доларів (медіана — 52 833). Медіана доходів становила 31 875 доларів для чоловіків та 24 853 долари для жінок.
За межею бідності перебувало 22,3 % осіб, у тому числі 32,1 % дітей у віці до 18 років та 29,8 % осіб у віці 65 років та старших.
Цивільне працевлаштоване населення становило 415 осіб. Основні галузі зайнятості: освіта, охорона здоров'я та соціальна допомога — 23,9 %, виробництво — 17,3 %, будівництво — 13,3 %, роздрібна торгівля — 11,6 %.

### Расовий складнаселення
| Група                                | 2000           | 2010           |
| Білі американці                      | 1.305 (96,7 %) | 1.231 (96,2 %) |
| Афроамериканці                       | 0 (0,0 %)      | 2 (0,2 %)      |
| Американці азійського походження     | 1 (0,1 %)      | 0 (0,0 %)      |
| Іспаноамериканці та латиноамериканці | 39 (2,9 %)     | 42 (3,3 %)     |
| Загалом                              | 1.349          | 1.279          |

До двох чи більше рас належало 0,4 %. Іспаномовні складали 3,3 % від усіх жителів.